# Richard Ebner
Pour l’article homonyme, voir Ebner.
Richard Ebner est un entomologiste autrichien, né à Guntramsdorf le 8 octobre 1885 et mort à Vienne le 27 décembre 1961. 

## Biographie
Entre 1910 et 1938, il voyagea en Europe, au Proche-Orient et au Maroc pour constituer une impressionnante collection entomologique (trois armoires avec une centaine de boites) qu'il légua au Musée d'Histoire Naturelle de Vienne. C'était un spécialiste mondialement reconnu de l'ordre des orthoptères.

## Travaux
On lui doit la description du perce-oreille Chelidurella transsilvanica présent en Roumanie, Ukraine et Pologne, et du criquet Chorthippus rammei présent en Autriche, en Slovénie et dans le Nord de l'Italie, également appelé Chorthippus alticola.

## Hommages et distinctions
Plusieurs espèces (ou sous-espèces) de reptiles et d'arthropodes ont été nommées en référence à ce naturaliste :
- Blossia ebneri, une araignée endémique du Maroc ;
- Chalcides ebneri, un scinque endémique du Maroc ;
- Italopodisma ebneri, un criquet des Apennins[7] ;
- Psorodonotus ebneri, un insecte orthoptère endémique de Turquie ;
- Thrips ebneri, synonyme de Thrips angusticeps, le Thrips du lin et des céréales ;
- Vipera eriwanensis ebneri, une sous-espèce de vipères présente dans le Nord de l'Iran.

Richard Ebner était par ailleurs membre d'honneur de la Société entomologique d'Égypte.